# Thierry II d'Autun
Thierry ou Theoderic II est un comte, peut-être d'Autun, de la famille des Guilhemides, et un fils du comte Theodoen ou Teudoin d'Autun.
On ne sait pas grand-chose sur ce comte. Sa filiation ainsi que sa qualité de comte d'Autun sont encore sujettes à discussion.
Il est cité dans les Europäische Stammtafeln, mais la source permettant d'établir qu'il est un fils du comte Teudoin n'a pas été identifiée. Pierre Riché le qualifie de comte d'Autun et en fait un fils de Thierry Ier, comte d'Autun, mais il y a probablement confusion avec un oncle homonyme. Christian Settipani le place comme comte d'Autun, fils de Theoden dans une généalogie des Guilhemides et des Nibelungides, mais ne donne pas non plus de sources. 
Enfin, la Foundation for Medieval Genealogy l'identifie à un Theoderic cité dans le Manuel de Dhuoda, femme de Bernard de Septimanie, comme le parrain de leur fils Guillaume, Theodoric qui ne peut pas être identifié au fils homonyme de Thierry Ier pour des raisons chronologiques, ni au fils homonyme de Guillaume de Gellone car ce dernier est cité par ailleurs dans le manuel sans que cette qualité de parrain soit mentionnée. La Foundation le cite sans donner sa qualité de comte d'Autun.